# 줄스 파이퍼
줄스 파이퍼(Jules Feiffer, 본명: 줄스 랄프 파이퍼, 본명 영어: Jules Ralph Feiffer, 1929년 1월 26일~2025년 1월 17일)는 미국의 만화가, 극작가, 시나리오 작가다. 특히 구미 150여 곳의 유명 신문 잡지에 만화를 게재하여 명성을 떨치고 있는 만화가로 오랫동안 ≪플레이보이≫에 만화를 게재했다. 1986년 만화 부문에서 퓰리처상을 수상했다.
작품집으로는 ≪파이퍼의 결혼 설명서≫를 비롯한 만화집이 열 몇 권쯤 있고, 소설인 ≪여자들과 사는 생쥐 해리≫가 있다. 희곡으로는 ＜기어가는 아놀드(Crawling Arnold)＞, ＜버나드 머젠데일러의 새하얀 추억(The White Grated Memories of Bernard Mergendeiler)＞, ＜백악관 살인 사건(The White House Murder Case)＞과 ＜폭력 시대 (Little Murders)＞가 있고, 그 뒤에 쓴 ＜신의 은총(God Bless)＞이 예일대학 연극 학교와 런던의 로열코트극장 그리고 오프브로드웨이에서 공연되었다.